# Landkreis Bamberg
Der Landkreis Bamberg ist der westlichste Landkreis des Regierungsbezirks Oberfranken in Bayern. Im Westen und Süden grenzt er an die Bezirke Unter- und Mittelfranken. Die kreisfreie Stadt Bamberg ist ganz vom Landkreis umgeben.
Zu ihm gehören auch zwei dicht beieinander liegende Exklaven der Gemeinde Pommersfelden im Süden. In der größeren befinden sich der Limbacher Weiher und der Steinersee. Das Gebiet ist vollständig vom Landkreis Erlangen-Höchstadt umgeben und liegt etwa einen Kilometer vom übrigen Landkreisgebiet entfernt, gehört aber verwaltungsmäßig zum Landkreis Bamberg. Der Landkreis ist Mitglied der Metropolregion Nürnberg und der Planungsregion Oberfranken-West.

## Geografie

### Lage
Im Landkreis Bamberg befinden sich (zum Teil) drei Naturparks, der Steigerwald im Westen, die Fränkische Schweiz im Osten und die Haßberge im Norden. Durch den Landkreis fließt die Regnitz, die nördlich von Bamberg in den Main mündet.
Der Geisberg ist mit 585 m ü. NHN der höchste Berg im Landkreis. Er liegt 10 km östlich von Bamberg zwischen Melkendorf (Gemeinde Litzendorf), sowie Geisfeld (Gemeinde Strullendorf) im Westen und Lindach und Teuchatz (beide Markt Heiligenstadt) im Osten. Fast gleich hoch sind einige Kilometer nördlich der Stockenberg (562,7 m ü. NHN) und der Stammberg (559,5 m ü. NHN) sowie 3 km südlich der Katzenberg mit 558,5 m ü. NHN. Alle vier Gipfel gehören zum Nordwestteil des Naturparks Fränkische Schweiz.

### Nachbarkreise
Der Landkreis grenzt im Uhrzeigersinn im Norden beginnend an die Landkreise Coburg, Lichtenfels, Bayreuth, Forchheim, Erlangen-Höchstadt, Neustadt an der Aisch-Bad Windsheim, Kitzingen, Schweinfurt und Haßberge.

## Geschichte
Als das Gebiet um Bamberg bayerisch wurde, hatte es bereits achthundert Jahre Geschichte unter dem Hochstift Bamberg hinter sich. Zu der kirchlichen Herrschaft, symbolisiert durch den Krummstab, sagte man, dass es unter dem krummen Stab gut zu leben sei:

„Under einem krummen staben ist gut seine Wohnung haben.“

Dem Reichsdeputationshauptschluss vom 25. Februar 1803 fiel fast das gesamte Kirchengut zum Opfer. Der bayerische Kurfürst Max Joseph IV. schrieb am 23. August 1802 dem letzten Fürstbischof Christoph Franz von Buseck, dass er Bamberg, Kronach und Forchheim besetzen werde. Der Fürstbischof drückte sein tiefes Bedauern aus, sicherte aber auch zu, dass kein Widerstand geleistet werde. So marschierten bayerische Truppen am 3. November 1802 ins Bamberger Gebiet ein, das am 22. November für bayerisch erklärt wurde.

### Landgerichte
Landgerichte lösten die bisherigen bischöflichen Ämter ab. Zum Landgericht Bamberg am rechten Regnitzufer kamen die Gemeinden Memmelsdorf, Hallstadt und Scheßlitz, dazu noch die Orte um Altendorf, Buttenheim und Hirschaid. Das Landgericht Bamberg am linken Regnitzufer vereinigte Schlüsselau, Burgebrach und Teile von Hallstadt wieder. 1810 schließlich wurde Ebrach im Zuge der Grenzregulierung mit dem Großherzogtum Würzburg bayerisch.
Das Gemeindeedikt von 1818 stellte die kommunale Selbstverwaltung teilweise wieder her und ermöglichte die Bildung von Distriktsgemeinden als temporäre Zweckverbände. Die Revolution von 1848 hob die Herrschaftsrechte der Adelsfamilien über die Gemeinden auf. Betroffen waren hiervon die Patrimonialgerichte Reichmannsdorf, Lisberg, Trabelsdorf, Trunstadt, Walsdorf, Sassanfahrt, Buttenheim, Kirchschletten, Grasmannsdorf, Aschbach, Staffelbach und Burglesau.
Eine Art Landkreise gibt es in Bayern erst seit dem Jahr 1852. Damals wurden im rechtsrheinischen Bayern die Distriktsgemeinden, die Vorläufer der heutigen Landkreise, eingerichtet. Diese standen jedoch unter staatlicher Aufsicht und benötigten für wichtige Entscheidungen die Genehmigung der staatlichen Mittelinstanz. Eine echte Selbstverwaltung wurde erst im Jahr 1919 eingeführt.

### Bezirksämter
1862 wurden Bezirksämter als staatliche Verwaltungsbehörden errichtet. Im Raum Bamberg entstanden die Bezirksämter Bamberg I und Bamberg II. Bamberg I umfasste die 1804 errichteten Landgerichte älterer Ordnung Bamberg am rechten Regnitzufer und Scheßlitz, Bamberg II umfasste die ebenfalls 1804 errichteten Landgerichte Bamberg am linken Regnitzufer und Burgebrach. Die neuen Landgerichte wurden mit Bamberg I und Bamberg II bezeichnet. Die Stadt Bamberg gehörte zu keinem Bezirksamt, weil sie bereits seit 1809 kreisunmittelbar war.
1879 wurden die Landgerichte Bamberg I und II zum Amtsgericht Bamberg II vereinigt, man unterschied jedoch weiterhin zwei Teilbezirke, Amtsgericht Bamberg II, Erster Teil (Osthälfte) und Amtsgericht Bamberg II, Zweiter Teil (Westhälfte). Die kreisunmittelbare Stadt Bamberg bildete ab 1879 das Amtsgericht Bamberg I. 1903 wurden beide Amtsgerichte zum Amtsgericht Bamberg vereinigt.
Am 1. Oktober 1929 wurde das 1862 errichtete Bezirksamt Bamberg I aufgelöst und seine Gemeinden dem Bezirksamt Bamberg II angegliedert, das fortan nur noch Bezirksamt Bamberg hieß. 1932 wurden die Amtsgerichte Burgebrach und Scheßlitz aufgehoben und ihre Gemeinden überwiegend dem Amtsgericht Bamberg zugeteilt.

### Landkreis Bamberg 1939 bis 1972
Am 1. Januar 1939 wurde im Deutschen Reich die einheitliche Bezeichnung Landkreis eingeführt. So wurde aus dem Bezirksamt der Landkreis Bamberg. Er gehörte zum Regierungsbezirk Oberfranken.
Der Landkreis hatte eine Stadt und 141 Gemeinden. Die größten Orte im Landkreis waren Scheßlitz und Hirschaid.
Städte und Gemeinden:

Landkreis Bamberg, Gemeindegrenzenkarte von 1961

| Städte 1. Scheßlitz 2. Hallstadt (seit 1954) Märkte 1. Aschbach (heute Stadt Schlüsselfeld) 2. Burgebrach 3. Buttenheim 4. Hirschaid (seit 1952) |

Gemeinden
Sitz der Verbandsgemeinde *
| Altendorf Amlingstadt (heute Gemeinde Strullendorf) Ampferbach (heute Markt Burgebrach) Birkach (heute Gemeinde Frensdorf) Bischberg Bojendorf (heute Gemeinde Wattendorf) Breitengüßbach Buch (heute Markt Ebrach) Bug (heute Stadt Bamberg) Burgellern (heute Stadt Scheßlitz) Burglesau (heute Stadt Scheßlitz) Burgwindheim Demmelsdorf (heute Stadt Scheßlitz) Dörfleins (heute Stadt Hallstadt) Dörrnwasserlos (heute Stadt Scheßlitz) Dreuschendorf (heute Markt Buttenheim) Drosendorf (heute Gemeinde Memmelsdorf) Ebrach Eckersbach (heute Stadt Schlüsselfeld) Ehrl (heute Stadt Scheßlitz) Erlach (heute Markt Hirschaid) Erlau (heute Gemeinde Walsdorf) Frankendorf (heute Markt Buttenheim) Frensdorf Friesen (heute Markt Hirschaid) Gaustadt (heute Stadt Bamberg) Geisfeld (heute Gemeinde Strullendorf) Gräfenhäusling (heute Gemeinde Wattendorf) Grasmannsdorf (heute Markt Burgebrach) Großbirkach (heute Markt Ebrach) Großgressingen (heute Markt Ebrach) Grub (heute Gemeinde Schönbrunn im Steigerwald) Gundelsheim Gunzendorf (heute Markt Buttenheim) Halbersdorf (heute Gemeinde Schönbrunn im Steigerwald) Hartlanden (heute Gemeinde Stegaurach) Herrnsdorf (heute Gemeinde Frensdorf) Herzogenreuth (heute Markt Heiligenstadt in Oberfranken) Höfen (heute Gemeinde Stegaurach) Hohengüßbach (heute Gemeinde Breitengüßbach) Hohenhäusling (heute Gemeinde Stadelhofen) Ilmenau (heute Markt Geiselwind, Landkreis Kitzingen) Kalteneggolsfeld (heute Markt Heiligenstadt in Oberfranken) Kemmern Ketschendorf (heute Markt Buttenheim) Kirchschletten (heute Markt Zapfendorf) Kötsch (heute Markt Burgwindheim) Kolmsdorf (heute Gemeinde Walsdorf) Koppenwind (heute Gemeinde Rauhenebrach, Landkreis Haßberge) Kremmeldorf (heute Gemeinde Memmelsdorf) Lauf (heute Markt Zapfendorf) Leesten (heute Gemeinde Strullendorf) Lindach (heute Markt Heiligenstadt in Oberfranken) Lisberg Litzendorf Lohndorf (heute Gemeinde Litzendorf) Ludwag (heute Stadt Scheßlitz) Meedensdorf (heute Gemeinde Memmelsdorf) Melkendorf (heute Gemeinde Litzendorf) Memmelsdorf Merkendorf (heute Gemeinde Memmelsdorf) Mistendorf (heute Gemeinde Strullendorf) Mönchherrnsdorf (heute Markt Burgebrach) Mönchsambach (heute Markt Burgebrach) Mühlendorf (heute Gemeinde Stegaurach) Naisa (heute Gemeinde Litzendorf) Neudorf bei Ebrach (heute Markt Ebrach) Neudorf bei Scheßlitz (heute Stadt Scheßlitz) Neuhausen (heute Gemeinde Priesendorf) | Oberhaid Oberharnsbach (heute Markt Burgebrach) Oberköst (heute Markt Burgebrach) Oberngrub (heute Markt Heiligenstadt in Oberfranken) Oberoberndorf (heute Markt Zapfendorf) Pettstadt Peulendorf (heute Stadt Scheßlitz) Pödeldorf (heute Gemeinde Litzendorf) Priesendorf Reichmannsdorf (heute Stadt Schlüsselfeld) Reundorf (heute Gemeinde Frensdorf) Röbersdorf (heute Markt Hirschaid) Roschlaub (heute Stadt Scheßlitz) Roßdorf am Forst (heute Gemeinde Strullendorf) Rothensand (heute Markt Hirschaid) Sassanfahrt (heute Markt Hirschaid) Sassendorf (heute Markt Zapfendorf) Schammelsdorf (heute Gemeinde Litzendorf) Schederndorf (heute Gemeinde Stadelhofen) Schönbrunn Schweisdorf (heute Stadt Scheßlitz) Seigendorf (heute Markt Hirschaid) Seußling (heute Gemeinde Altendorf) Stackendorf (heute Markt Buttenheim) Stadelhofen Staffelbach (heute Gemeinde Oberhaid) Stappenbach (heute Markt Burgebrach) Stegaurach Steinfeld (heute Gemeinde Stadelhofen) Steinsdorf (heute Gemeinde Schönbrunn im Steigerwald) Straßgiech (heute Stadt Scheßlitz) Strullendorf Stübig (heute Stadt Scheßlitz) Teuchatz (heute Markt Heiligenstadt in Oberfranken) Tiefenellern (heute Gemeinde Litzendorf) Tiefenhöchstadt (heute Gemeinde Buttenheim) Tiefenpölz (heute Markt Heiligenstadt in Oberfranken) Trabelsdorf (heute Gemeinde Lisberg) Trailsdorf (heute Gemeinde Hallerndorf, Landkreis Forchheim) Treppendorf (heute Markt Burgebrach) Trosdorf (heute Gemeinde Bischberg) Trunstadt (heute Gemeinde Viereth-Trunstadt) Tütschengereuth (heute Gemeinde Bischberg) Unterhaid (heute Gemeinde Oberhaid) Untermelsendorf (heute Stadt Schlüsselfeld) Unterneuses (heute Markt Burgebrach) Unteroberndorf (heute Gemeinde Breitengüßbach) Untersteinach (heute Markt Burgwindheim) Unterstürmig (heute Markt Eggolsheim, Landkreis Forchheim) Unterweiler (heute Markt Burgwindheim) Viereth (heute Gemeinde Viereth-Trunstadt) Vollmannsdorf (heute Markt Burgebrach) Walsdorf Wattendorf Weichendorf (heute Gemeinde Memmelsdorf) Weichenwasserlos (heute Stadt Scheßlitz) Wernsdorf (heute Gemeinde Strullendorf) Wiesengiech (heute Stadt Scheßlitz) Wildensorg (heute Stadt Bamberg) Windischletten (heute Stadt Scheßlitz) Wölkendorf (heute Gemeinde Stadelhofen) Würgau (heute Stadt Scheßlitz) Zeckendorf (heute Stadt Scheßlitz) Zeegendorf (heute Gemeinde Strullendorf) Zettmannsdorf (heute Gemeinde Schönbrunn im Steigerwald) Ziegelsambach (heute Stadt Schlüsselfeld) Zückshut (heute Gemeinde Breitengüßbach) |

### Gebietsreform in Bayern 1972
Bei der Gebietsreform in Bayern, die am 1. Juli 1972 in Kraft trat, ging der Landkreis Bamberg in seiner heutigen Form als einer von 71 neuen Landkreisen Bayerns hervor. Damals wurden dem bisherigen Landkreis Bamberg der Markt Heiligenstadt in Oberfranken und die Gemeinde Königsfeld des aufgelösten Landkreises Ebermannstadt, Teile des Landkreises Ebern sowie einzelne Gemeinden der Landkreise Staffelstein und Höchstadt an der Aisch zugeschlagen; im Gegenzug musste er die Gemeinden Bug, Gaustadt, Wildensorg, den Gemeindeteil Bughof der Gemeinde Strullendorf und den Gemeindeteil Hirschknock der Gemeinde Gundelsheim an die kreisfreie Stadt Bamberg, Eckersbach und Untermelsendorf an den Landkreis Erlangen-Höchstadt, Koppenwind an den Landkreis Haßberge sowie Unterstürmig und Trailsdorf an den Landkreis Forchheim abgeben. Bamberg blieb auch weiterhin Kreissitz des nunmehr vergrößerten Landkreises Bamberg.
Die ältesten Orte im Landkreis Bamberg sind Hallstadt, Königsfeld, Lisberg, Rattelsdorf, Scheßlitz und Trunstadt.

### Landkreis Bamberg nach 1972
Am 1. Januar 1978 wurde der Landkreis Kitzingen um die Gemeinde Ilmenau des Landkreises Bamberg, die nach Geiselwind eingemeindet wurde, vergrößert. Der Landkreis Bamberg seinerseits wurde um die Stadt Schlüsselfeld des Landkreises Erlangen-Höchstadt vergrößert, zu der nun auch die 1972 vom Landkreis Bamberg abgegebenen Orte Eckersbach und Untermelsendorf gehörten.

## Politik

### Kreistag
Der Kreistag besteht aus 60 Kreisräten und dem Landrat. Die Kreistagswahlen am 15. März 2020 führten zu folgender Sitzverteilung im Kreistag:
| Kreistagswahl 2020Wahlbeteiligung: 67,1 % 403020100 38,913,111,98,58,12,62,41,4 CSUGrüneSPDFWBBLAfDFDPÖDPLinkeGewinne und Verlusteim Vergleich zu 2014 %p 10 8 6 4 2 0 −2 −4 −6−6,0+4,5−4,4−0,7−3,0+8,1+0,8−0,7+1,4CSUGrüneSPDFWBBLAfDFDPÖDPLinke | Sitzverteilung im Kreistag Bamberg seit 2020Insgesamt 60 Sitze - Linke: 1 - SPD: 8 - Grüne: 8 - ÖDP: 1 - BBL: 5 - FW: 7 - FDP: 2 - CSU: 23 - AfD: 5 |

| Parteien und Wählergemeinschaften | Parteien und Wählergemeinschaften                      | 2020   | 2020   | 2014   | 2014   | 2008   | 2008   | 2002   | 2002   | 1996   | 1996   |
| Parteien und Wählergemeinschaften | Parteien und Wählergemeinschaften                      | %      | Sitze  | %      | Sitze  | %      | Sitze  | %      | Sitze  | %      | Sitze  |
| --------------------------------- | ------------------------------------------------------ | ------ | ------ | ------ | ------ | ------ | ------ | ------ | ------ | ------ | ------ |
| CSU                               | Christlich-Soziale Union in Bayern                     | 38,9   | 23     | 44,9   | 27     | 44,9   | 27     | 52,4   | 33     | 47,2   | 29     |
| Grüne/AL                          | Grüne Bayern/Alternative Liste                         | 13,1   | 08     | 8,6    | 05     | 7,8    | 04     | 6,0    | 03     | 0–     | 0–     |
| SPD                               | SPD Bayern                                             | 13,1   | 08     | 17,5   | 10     | 17,3   | 11     | 18,2   | 11     | 19,1   | 12     |
| FW/ÜWG                            | Freie Wähler Bayern/Überparteiliche Wählergemeinschaft | 11,9   | 07     | 0–     | 0–     | 0–     | 0–     | 0–     | 0–     | 0–     | 0–     |
| BBL                               | Bürgerblock                                            | 8,5    | 05     | 11,5   | 07     | 11,9   | 08     | 10,7   | 07     | 0–     | 0–     |
| AfD                               | AfD Bayern                                             | 8,1    | 05     | 0–     | 0–     | 0–     | 0–     | 0–     | 0–     | 0–     | 0–     |
| FDP                               | FDP Bayern                                             | 2,6    | 02     | 1,8    | 01     | 3,7    | 02     | 2,0    | 01     | 0–     | 0–     |
| ÖDP/Pf                            | Ökologisch–Demokratische Partei/Parteifreie            | 2,4    | 01     | 3,1    | 02     | 1,8    | 01     | 1,9    | 01     | 2,7    | 01     |
| Linke/OL                          | Die Linke Bayern/Offene Liste                          | 1,4    | 01     | 0–     | 0–     | 0–     | 0–     | 0–     | 0–     | 0–     | 0–     |
| FW                                | Freie Wähler Bayern                                    | 0–     | 0–     | 12,6   | 08     | 0–     | 0–     | 0–     | 0–     | 0–     | 0–     |
| ÜWG                               | Überparteiliche Wählergemeinschaft                     | 0–     | 0–     | 0–     | 0–     | 8,4    | 05     | 6,1    | 03     | 8,3    | 05     |
| REP                               | Die Republikaner                                       | 0–     | 0–     | 0–     | 0–     | 4,3    | 02     | 2,7    | 01     | 3,2    | 02     |
| BBL/FW                            | Bürgerblock/Freie Wähler Bayern                        | 0–     | 0–     | 0–     | 0–     | 0–     | 0–     | 0–     | 0–     | 10,8   | 06     |
| Grüne                             | Grüne Bayern                                           | 0–     | 0–     | 0–     | 0–     | 0–     | 0–     | 0–     | 0–     | 7,0    | 04     |
| FDP/UB                            | FDP Bayern/Unabhängige Bürger                          | 0–     | 0–     | 0–     | 0–     | 0–     | 0–     | 0–     | 0–     | 1,7    | 01     |
| gesamt                            | gesamt                                                 | 100,0  | 60     | 100,0  | 60     | 100,1  | 60     | 100,1  | 60     | 100,0  | 60     |
| Wahlbeteiligung                   | Wahlbeteiligung                                        | 67,1 % | 67,1 % | 65,6 % | 65,6 % | 67,0 % | 67,0 % | 71,2 % | 71,2 % | 75,9 % | 75,9 % |

### Bezirksamtmänner/Bezirksoberamtmänner bis 1938, ab 1939 Landräte
- 1918 vakant

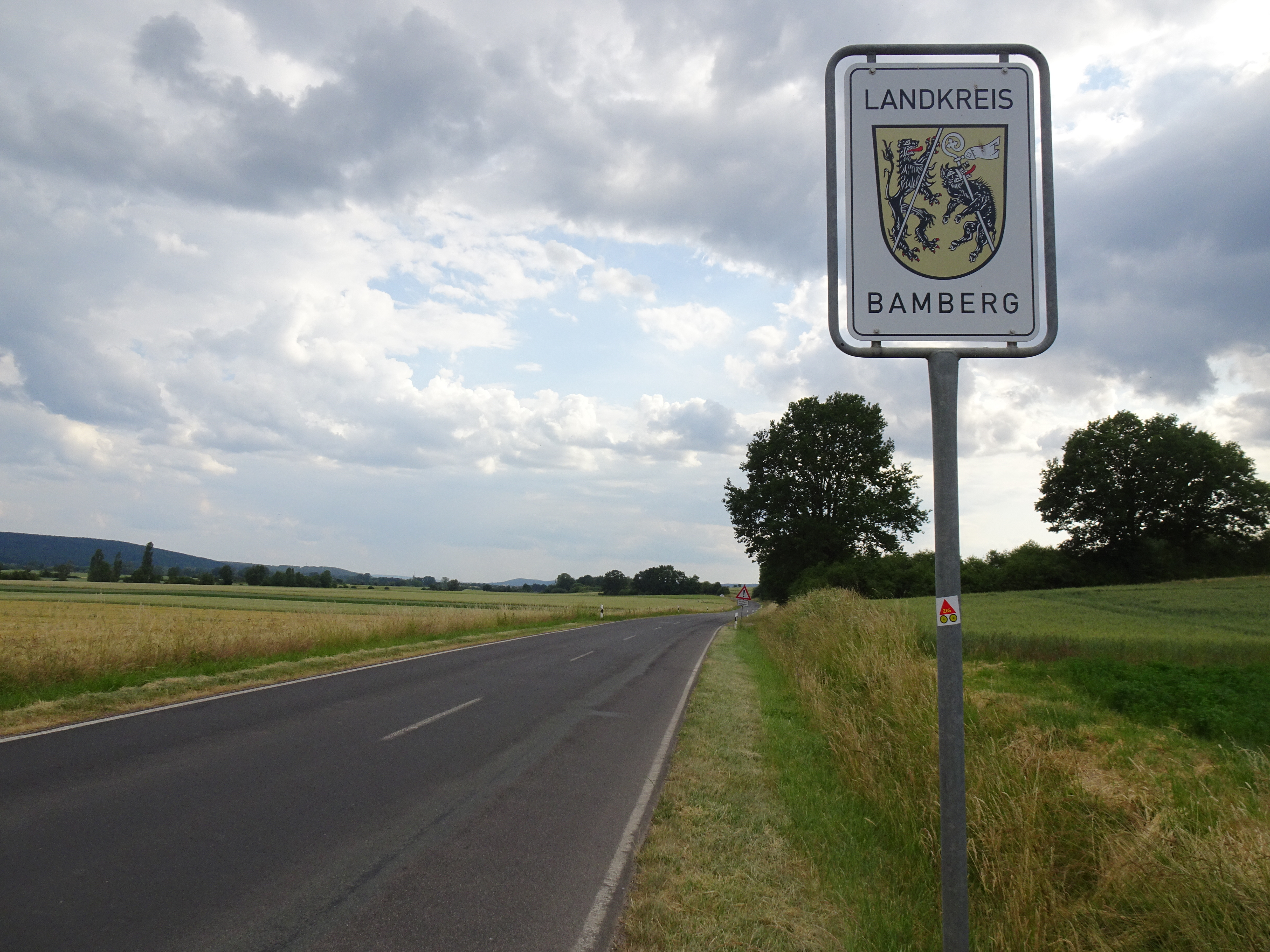
Kreisgrenztafel Lkr. Bamberg

- 1919–1929:  Gustav Freiherr v. Crailsheim (Bezirksamt Bamberg I)
- 1913–1925 Sebastian Fackelmann (Bezirksamt Bamberg II)
- 1925–30. November 1933 Paul Köttnitz
- 1934–1937 Fritz Meyer
- 1938–1942 Felix Beigel
- 1942–1945: Emil Schick
- 1945–1946: Thomas Dehler (FDP)
- 1946–1948: Heinrich Grimm
- 1948–1964: Georg Hart (CSU)
- 1964–1965: Emil Kemmer (CSU)
- 1966–1996: Otto Neukum (CSU)
- 1996–2014: Günther Denzler (CSU)
- seit 2014: Johann Kalb (CSU)[5]

### Wappen

Hissflagge
Bannerflagge

| Wappen des Landkreises Bamberg | Blasonierung: „In Gold nebeneinander ein linksgewendeter, mit einer silbernen Schräglinksleiste überdeckter, rot bewehrter schwarzer Löwe und ein steigender, widersehender, rot bezungter schwarzer Keiler, der einen durchgehenden, schräggestellten silbernen Abtstab mit silbernem Schweißtuch im Gebrech (Maul) hält und mit dem linken Vorderhammer (Bein) stützt.“                                                                                                   |
| Wappen des Landkreises Bamberg | Wappenbegründung: Das Wappen des Landkreises Bamberg stammt aus dem Jahr 1962 und kombiniert die Symbole des Klosters Ebrach (den Eber) und des Hochstifts Bamberg (den Löwen). Der Kreistag beschloss 1972, das Wappen des Altkreises Bamberg unverändert anzunehmen, da sich in ihm auch die Gebietsgeschichte des neuen Kreisgebietes widerspiegelt. Die Zisterzienserabtei Ebrach hatte im westlichen Teil des Landkreises einen umfangreichen Herrschaftskomplex inne. |

## Wirtschaft und Infrastruktur
Im Zukunftsatlas 2016 belegte der Landkreis Bamberg Platz 92 von 402 Landkreisen, Kommunalverbänden und kreisfreien Städten in Deutschland und zählt damit zu den Orten mit „Zukunftschancen“.

### Straßenverkehr
Durch den Landkreis Bamberg führen die folgenden Autobahnen:
| (NL) Emmerich – Passau (A)                                            |
| Autobahnkreuz Schweinfurt/Werneck – Autobahndreieck Bayreuth/Kulmbach |
| Autobahndreieck Suhl – Autobahndreieck Nürnberg/Feucht                |

Ferner führen folgende Bundesstraßen durch den Landkreis:
|  | Bad Bramstedt – Nürnberg                       |
|  | Kitzingen – Bamberg – Bayreuth – Cham          |
|  | Riedstadt – Bamberg (wird demnächst abgestuft) |
|  | Eichenzell – Breitengüßbach                    |
|  | Bamberg-Süd – Höchstadt a. d. Aisch            |

### Schienenverkehr
Das Königreich Bayern erbaute schon 1844 von Nürnberg her eine Staatsbahnlinie nach Bamberg, die unter dem Namen Ludwig-Süd-Nord-Bahn 1846 mainaufwärts nach Lichtenfels weitergeführt wurde.
Nachdem 1852 die Ludwigs-West-Bahn mainabwärts ihren Betrieb aufgenommen hatte, war Bamberg Eisenbahnknotenpunkt geworden, von dem – erst 40–50 Jahre später – fast ein halbes Dutzend Lokalbahnen in die Umgebung ausstrahlten:
- 1895: (Bamberg–)Breitengüßbach–Ebern
- 1899: (Bamberg–)Strullendorf–Frensdorf–Burgebrach (Mai 1904)–Ebrach (Dezember 1904)
- 1899 Zweigstrecke Frensdorf–Steppach–Schlüsselfeld (1900)
- 1908: Bamberg–Scheßlitz
- 1913: (Bamberg–)Breitengüßbach–Dietersdorf

Die kleine Gemeinde Heiligenstadt in der Fränkischen Schweiz erhielt 1915 von Ebermannstadt her einen Bahnanschluss. Damit umfasste das Schienennetz insgesamt 143 km Länge. Durch die Stilllegung des Personenverkehrs auf folgenden Lokalbahnen:
- 1960: Ebermannstadt–Veilbronn–Heiligenstadt 4 km
- 1961: Frensdorf–Burgebrach–Ebrach 29 km
- 1975: Breitengüßbach–Busendorf–Dietersdorf 15 km
- 1976/77: Strullendorf–Schlüsselfeld 25 km (Güterverkehr findet statt)
- 1985: Bamberg–Scheßlitz 14 km

ging es auf 56 Kilometer zurück.
Durch den Landkreis Bamberg führt heute die Schnellfahrstrecke Nürnberg–Erfurt nach Berlin.

### Wasserverkehr
Durch den Main-Donau-Kanal ist der Landkreis auf dem Wasserweg mit den Flüssen Main und Donau verbunden. Der Kanal ist für das so genannte Europaschiff und für die Schubschifffahrt ausgebaut.

### Brauwesen
Der Landkreis Bamberg bildet weltweit die Region mit der höchsten Brauereiendichte. Um das Jahr 1990 bestanden noch ca. 90 Braubetriebe, während die Anzahl bis zum Jahr 2010 auf etwa 60 zurückging. Dabei handelt es sich zum überwiegenden Teil um Landgasthöfe mit eigener Bierherstellung.

## Gemeinden
(Einwohner am 31. Dezember 2024, Gebietsgröße)
| Städte 1. Baunach (4109, 30,9 km²) 2. Hallstadt (8781, 14,5 km²) 3. Scheßlitz (7129, 94,9 km²) 4. Schlüsselfeld (5932, 70,2 km²) Märkte 1. Burgebrach (7149, 87,9 km²) 2. Burgwindheim (1288, 37,4 km²) 3. Buttenheim (3719, 30 km²) 4. Ebrach (1843, 29,6 km²) 5. Heiligenstadt i.OFr. (3616, 76,7 km²) 6. Hirschaid (12.429, 41 km²) 7. Rattelsdorf (4554, 39,6 km²) 8. Zapfendorf (4922, 30,6 km²) Gemeindefreie Gebiete Die Gebiete haben eine Gesamtfläche von 90,85 km² und sind zum größten Teil unbewohnt. 1. Ebracher Forst (11,67 km²) 2. Eichwald (4,33 km²) 3. Geisberger Forst (10,32 km²) 4. Hauptsmoorwald (20,82 km²) 5. Koppenwinder Forst (12,89 km²) 6. Lindach (6,27 km²) 7. Semberg (4,50 km²) 8. Steinachsrangen (5,75 km²) 9. Winkelhofer Forst (8,52 km²) 10. Zückshuter Forst (5,78 km²) | Weitere Gemeinden 1. Altendorf (2160, 8,6 km²) 2. Bischberg (6056, 17,5 km²) 3. Breitengüßbach (4481, 16,9 km²) 4. Frensdorf (5175, 44 km²) 5. Gerach (1041, 7,8 km²) 6. Gundelsheim (3549, 3,8 km²) 7. Kemmern (2489, 8,3 km²) 8. Königsfeld (1263, 42,7 km²) 9. Lauter (1188, 12,8 km²) 10. Lisberg (1722, 8,4 km²) 11. Litzendorf (6274, 25,9 km²) 12. Memmelsdorf (8858, 26,2 km²) 13. Oberhaid (4542, 27,2 km²) 14. Pettstadt (2238, 9,9 km²) 15. Pommersfelden (3102, 35,7 km²) 16. Priesendorf (1469, 8,4 km²) 17. Reckendorf (1962, 13,1 km²) 18. Schönbrunn im Steigerwald (1881, 24,7 km²) 19. Stadelhofen (1247, 41 km²) 20. Stegaurach (6885, 23,9 km²) 21. Strullendorf (7828, 31,7 km²) 22. Viereth-Trunstadt (3625, 15,8 km²) 23. Walsdorf (2639, 16,2 km²) 24. Wattendorf (632, 22,2 km²) | Verwaltungsgemeinschaften 1. Baunach mit Sitz in Baunach mit den Mitgliedsgemeinden Baunach (Stadt), Gerach, Lauter und Reckendorf 2. Burgebrach mit Sitz in Burgebrach mit den Mitgliedsgemeinden Burgebrach (Markt) und Schönbrunn i.Steigerwald 3. Ebrach mit Sitz in Ebrach mit den Mitgliedsgemeinden Burgwindheim (Markt) und Ebrach (Markt) 4. Lisberg mit Sitz in Lisberg mit den Mitgliedsgemeinden Lisberg und Priesendorf 5. Steinfeld mit Sitz in Stadelhofen mit den Mitgliedsgemeinden Königsfeld, Stadelhofen und Wattendorf |

### Einwohnerentwicklung

Bevölkerungsentwicklung im Landkreis Bamberg von 1840 bis 2011

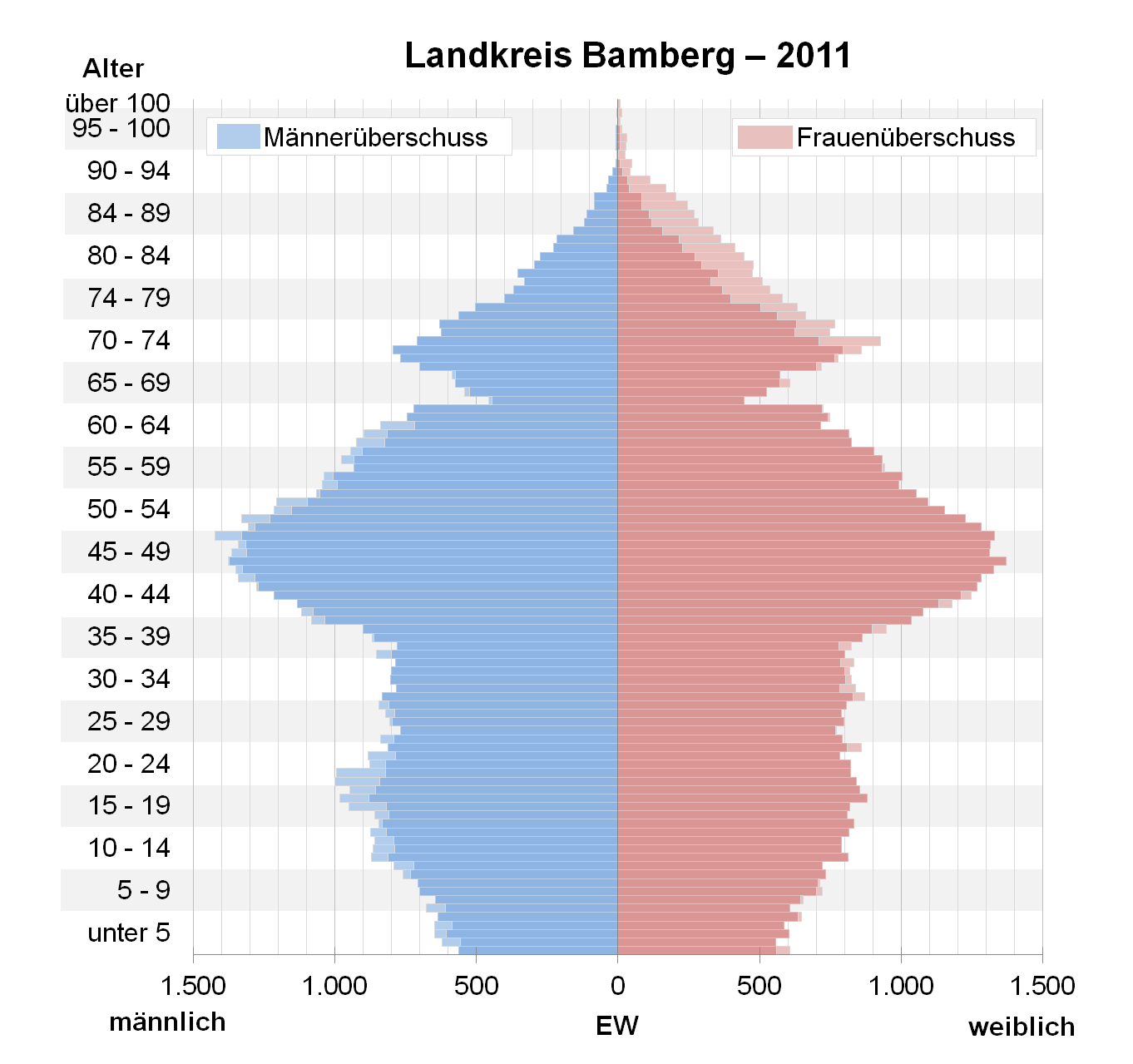
Bevölkerungspyramide für den Kreis Bamberg (Datenquelle: Zensus 2011.)

Im Zeitraum von 1988 bis 2018 wuchs der Landkreis von 121.635 auf 147.086 um 25.451 Einwohner bzw. um 20,9 %, das ist der höchste Zuwachs der Landkreise in Oberfranken im genannten Zeitraum. Die höchsten Zuwächse verzeichneten die Gemeinden südlich und westlich von Bamberg, die geringsten Zuwächse und deutlichsten Verluste die im Norden und Osten des Landkreises.
Im Unterschied zu anderen oberfränkischen Landkreisen hatte der Landkreis Bamberg in den Jahrzehnten bis 2006 Einwohnerzuwächse zu verzeichnen. Nach einigen Jahren des Einwohnerrückgangs kam es seit 2013 wieder zu einer Einwohnerzunahme:
| Jahr      | 1960    | 1980    | 1990    | 2000    | 2006    | 2007*   | 2008*   | 2009*   | 2010*   | 2011*   | 2012*   |
| --------- | ------- | ------- | ------- | ------- | ------- | ------- | ------- | ------- | ------- | ------- | ------- |
| Einwohner | 94.000  | 115.000 | 126.000 | 142.000 | 144.993 | 144.949 | 144.524 | 144.442 | 144.211 | 144.361 | 143.758 |
|           |         |         |         |         |         |         |         |         |         |         |         |
| Jahr      | 2013*   | 2014*   | 2015*   | 2016*   | 2017*   | 2018*   |         |         |         |         |         |
| Einwohner | 144.425 | 144.695 | 145.570 | 146.042 | 146.584 | 147.086 |         |         |         |         |         |

* Stand jeweils zum 31. Dezember
Die Einwohnerzahlen der Vorgängergebiete des heutigen Landkreises entwickelten sich wie folgt:
| Jahr | Bezirksamt Bamberg I | Bezirksamt Bamberg II | Quelle |
| ---- | -------------------- | --------------------- | ------ |
| 1864 | 24.587               | 27.425                | [ 10 ] |
| 1885 | 26.101               | 28.809                | [ 11 ] |
| 1900 | 24.971               | 28.646                | [ 12 ] |
| 1910 | 26.231               | 29.482                | [ 12 ] |
| 1925 | 26.417               | 29.584                | [ 13 ] |
|      | Landkreis Bamberg    |                       |        |
| 1939 | 58.837               | 58.837                | [ 14 ] |
| 1950 | 78.922               | 78.922                | [ 15 ] |
| 1960 | 81.500               | 81.500                | [ 16 ] |
| 1971 | 95.800               | 95.800                | [ 17 ] |

## Sehenswürdigkeiten
Im Landkreis Bamberg (zu dem die Stadt selbst nicht gehört) gibt es bekannte Sehenswürdigkeiten. Die katholischen Gemeinden im Kreis sind Teil der Bildstocklandschaft Franken, mit einem großen Bestand an religiösen Kleindenkmälern. Die Stöcke wurden seit dem Spätmittelter gesetzt und weisen große Unterschiede in Aufbau und Ikonografie auf.
|  | Fränkische Straße der Skulpturen | Gemeinde Litzendorf    |
|  | Gügel                            | Stadt Scheßlitz        |
|  | Giechburg                        | Stadt Scheßlitz        |
|  | Kloster Ebrach                   | Gemeinde Ebrach        |
|  | Schloss Greifenstein             | Markt Heiligenstadt    |
|  | Sängerehrenmal Melkendorf        | Gemeinde Litzendorf    |
|  | St. Wenzeslaus                   | Gemeinde Litzendorf    |
|  | Schloss Seehof                   | Gemeinde Memmelsdorf   |
|  | Senftenberg                      | Gemeinde Buttenheim    |
|  | Schloss Weißenstein              | Gemeinde Pommersfelden |
|  | Pfarrkirche St. Veit und Michael | Markt Heiligenstadt    |

## Schutzgebiete
Im Landkreis Bamberg gibt es 14 Naturschutzgebiete, fünf Landschaftsschutzgebiete, 15 FFH-Gebiete und 24 vom Bayerischen Landesamt für Umwelt ausgewiesene Geotope (Stand August 2016).
Siehe auch:
- Liste der Naturschutzgebiete im Landkreis Bamberg
- Liste der Landschaftsschutzgebiete im Landkreis Bamberg
- Liste der FFH-Gebiete im Landkreis Bamberg
- Liste der Geotope im Landkreis Bamberg

## Kfz-Kennzeichen
Am 1. Juli 1956 wurde dem Landkreis bei der Einführung der bis heute gültigen Kfz-Kennzeichen das Unterscheidungszeichen BA zugewiesen. Es wird durchgängig bis heute ausgegeben.